# Kei Kusunoki
Mayumi Ōhashi (大橋真弓 Ōhashi Mayumi?, 24 de marzo de 1966), seudónimo Kei Kusunoki (楠 桂 Kusunoki Kei?), es una mangaka japonesa, más conocida por sus series manga de horror y comedia. Debutó en 1982 en Ribon Original con Nanika ga Kanojo Tōri Tsuita?. Su hermana gemela, Kaoru Ōhashi, trabaja también como mangaka. Sus estilos son bastantes similares.

## Trabajos
Kusunoki trabajó varios años en producciones de anime. Años más tarde regresaría al manga con Bitter Virgin. 
- Yagami-kun's Family Affairs (1986)
- Blood Reign: Curse of the Yoma (1989)
- Ogre Slayer (1994)
- Dokkan Love
- Donmai Princess (2000)
- D no Fuuin (2000)
- Kami no nawa (神の名は日の本神話異聞; Kami no Nawa: Hinomoto Shinwa Ibun) (2001)
- Girls Saurus (2003-2008)
- 100 Ways of an Exorcist (2005-ongoing)
- Bitter Virgin (2006)
- Diabolo (manga) (2005)
- Innocent W (2006-)
- Sengoku Nights (2006)
- Vampire (manga) (Kessaku Tanpenshuu Vampire)
- Koi Tomurai